# Coptosapelta lutescens
Coptosapelta lutescens är en måreväxtart som beskrevs av Theodoric Valeton. Coptosapelta lutescens ingår i släktet Coptosapelta och familjen måreväxter.
Artens utbredningsområde är Papua Nya Guinea. Inga underarter finns listade i Catalogue of Life.